# AI–9
Az AI–9 (AI – Alekszandr Ivcsenko) gázturbinás fedélzeti segédhajtómű (APU). 1966-ban fejlesztette ki a zaporizzsjai Progressz tervezőiroda Alekszandr Ivcsenko vezetésével. Sorozatgyártása 1967-től folyik az ukrajnai Motor Szics vállalatnál. Elsősorban helikoptereken, valamint egyes repülőgépeken használják segédhajtóműként. Az első változata csak sűrített levegőt biztosított a főhajtóművek indításához. A későbbi változatait elektromos generátorral is ellátták, mely a fedélzeti elektromos rendszerek táplálására is alkalmas.

## Típusváltozatai

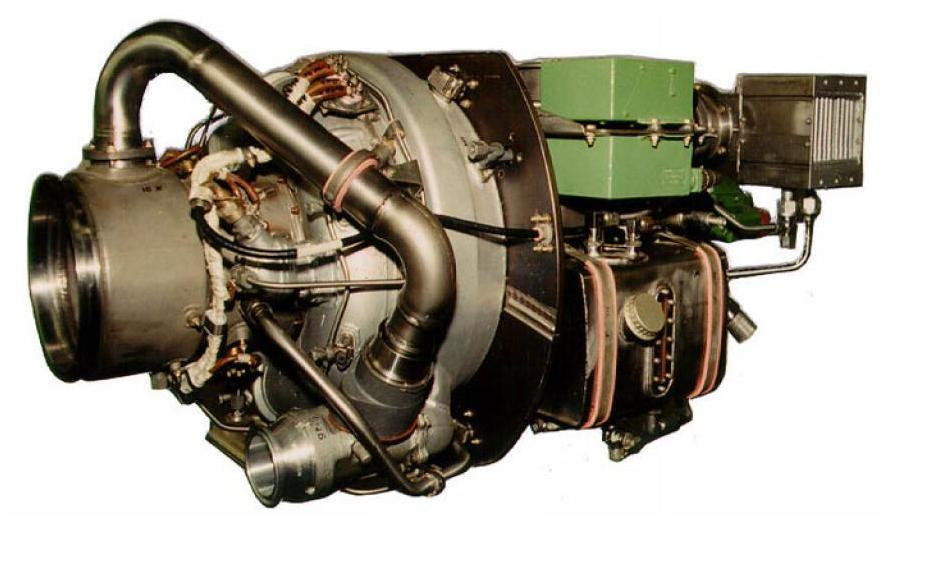
Az An–140-en alkalmazott AI9–3B változat

- AI–9 – Az alapmodell, amely sűrített levegőt biztosít a főhajtóművek indításához. A Ka–32 és Ka–27 helikoptereken, valamint a Jak–40 utasszállító repülőgépen használják. Szükség esetén a pilótafülke és az utaskabin fűtésére is használható.
- AI–9V – helikopterekhez gyártott segédhajtómű, melyet a Mi–8 és Mi–17 különböző változatain, valamint a Mi–28 és a Mi–24 harci helikoptereken alkalmaznak. A hajtómű sűrített levegőt szolgáltat a főhajtóművek indításához, valamint biztosítja az elektromosenergia-ellátást az elektromos rendszerek és a rádiók földi tesztjéhez. A hajtómű által biztosított sűrített levegő nyomása 0,29 MPa, az elektromos generátor 3 kW teljesítményű. A későbbi gyártási sorozatból való hajtóművek 0,31 MPa légnyomást és 4,5 kW-os teljesítményt biztosítottak.
- AI9–3B – Az An–140-es számára kifejlesztett fedélzeti segédhajtómű. Sűrített levegőt szolgáltat a hajtóművek indításához, valamint az utaskabin és a pilótafülke légkondicionáló rendszere számára, emellett a fedélzeti elektromos rendszerek számára elektromos energiát állít elő. 6000 m-es magasságig repülés közben is alkalmazható.

## Műszaki adatok[1]
- Száraz tömeg: 45 kg
- Üzemi fordulatszám: 38 500 ± 500 ford./perc
- Légnyelés: 0,4 ± 0,02 kg/s
- Kivezethető sűrített levegő nyomása: min. 0,24 MPa
- Kivezetett sűrített levegő hőmérséklete: 130°C
- Üzemanyag-fogyasztás: max. 64 kg/h